# Crocidura religiosa
Crocidura religiosa (білозубка єгипетська) — дрібний ссавець, вид роду білозубка (Crocidura) родини мідицеві (Soricidae) ряду мідицеподібні (Soriciformes).

## Поширення
Ендемік Єгипту. Середовищем проживання є орні землі.